# 133 a.C.
Il 133 a.C. (CXXXIII a.C. in numeri romani) è un anno  del II secolo a.C.

## Eventi
- Lucio Calpurnio Pisone Frugi, Publio Muzio Scevola, diventano consoli della Repubblica romana.
- Distruzione di Numanzia, ultimo centro di resistenza celtiberica in Spagna, ad opera di Publio Cornelio Scipione Emiliano.
- Tiberio Gracco viene eletto tribuno della plebe e propone Lex Agraria.
- I romani conquistano Smirne e Attalia.

## Morti
- Attalo III, sovrano (n. 170 a.C.)